# Elecciones generales de Liberia de 1955
Las elecciones generales de Liberia de 1955 se realizaron el 3 de mayo del mencionado año para escoger al Presidente de la República para el período 1955-1959, a los 29 miembros de la Cámara de Representantes, y a los 10 miembros del Senado. Hubo tres candidatos a la presidencia, el presidente en ejercicio William Tubman, del Partido Whig Auténtico (TWP), dominante de la política liberiana desde 1878, el expresidente Edwin Barclay, del Partido Whig Auténtico Independiente (ITWP), y William O. Davies-Bright, un candidato independiente.
Fue la única elección entre 1847 y 1985 en la que hubo tres candidatos a la presidencia (las elecciones generalmente fueron ganadas sin oposición o con solo dos candidaturas). De hecho, eran las primeras elecciones multipartidistas desde 1931. Sin embargo, esto no significó un gran cambio, y Tubman ganó nuevamente las elecciones con el 99.51% de los votos, quedando Barclay en segundo lugar con el 0.48%, y Davies-Bright con solo 16 votos (0.01%). El TWP obtuvo todos los escaños en ambas cámaras legislativas. Barclay falleció unos pocos meses después de las elecciones. Al ocurrir estas elecciones durante el período de dominación de la minoría américo-liberiana, se suele denunciar que las elecciones durante este período eran meras farsas electorales.

## Resultados
|  | 99.51 % |

|  | 0.48 % |

|  | 0.01 % |